# Psihologie cu diamante
"Psihologie cu diamante"  ("The Diamond Drill") este o povestire științifico-fantastică de Charles Sheffield. A fost publicată în Analog Science Fiction and Fact în aprilie 2002 și a fost republicată în Year's Best SF 8 în iunie 2003.

## Prezentare
Un om înșeală un test științific care determină dacă cineva încearcă să treacă prin vamă diamante reale. 

## Traduceri
A apărut în revista Sci-Fi Magazin, numărul 5 din februarie 2008. Povestirea a fost tradusă în limba română de Oana Cercel.